# Аква-Тепула
Аква-Тепула (лат. Aqua Tepula — «тёплая вода») — акведук в Древнем Риме.
Водопровод (18 км) был построен в 125 году до н. э. цензорами Гнеем Сервилием и Луцием Кассием Лонгином Равиллой, позднее в 33 году до н. э. Марком Випсанием Агриппой был соединён с Аква-Юлия. Название акведука происходит от слова «Tepulus», так как вода из него в Рим поступала тёплой. Воды акведуков Марция, Клавдия и Анио-Новус смешивались на месте Порта Маджоре, оттуда вода из Аква-Тепула следовала тем же маршрутом, что и из водопровода Марция.